# Krefelder SK Turm 1851
Krefelder SK Turm 1851 – niemiecki klub szachowy z siedzibą w Krefeld.

## Historia
Klub powstał w 1851 roku, stając się tym samym czwartym najstarszym niemieckim klubem szachowym. Jego honorowym prezesem został Adolf Anderssen.
Klub uczestniczył w pierwszym sezonie Frauenbundesligi (1991/1992), zajmując wówczas dziesiątą pozycję. Rok później zespół był piąty w lidze, a w 1994 roku klub z Krefeld zajął drugie miejsce w mistrzostwach kraju, za Elberfelder SG 1851. W sezonie 1996/1997 zespół po raz drugi zdobył wicemistrzostwo Niemiec, ponownie kończąc rozgrywki za Elberfelder SG. W 1998 roku zespół rywalizował w Pucharze Europy kobiet. W fazie grupowej Krefelder SK Turm pokonał ŠK Nova Gorica i SAE Ateny oraz przegrał z AEM Luxten Timișoara. Niemiecki klub wyszedł z grupy, zajmując drugie miejsce, za rumuńskim zespołem. W fazie finałowej klub przegrał z Kyjiwską Szkołą Hrosmejsteriw, następnie wygrał z Širvintą Wyłkowyszki i przegrał z Hugartem Rybnik, zajmując w klasyfikacji końcowej szóste miejsce. W kadrze drużyny znajdowały się wówczas Jekaterina Jelica, Marta Lityńska, Anke Koglin i Andrea Schmidt. W 2000 roku zespół zajął trzecie miejsce w Bundeslidze, za Dresdner SC 1898 i SK Turm Emsdetten, a rok później został sklasyfikowany na czwartej pozycji. W 2002 roku klub spadł z ligi. W sezonie 2013/2014 nastąpił spadek klubu z 2. Frauenbundesligi.